# تريسي ريان
تريسي ريان (بالإنجليزية: Tracy Ryan)‏ هي كاتِبة وشاعرة أسترالية، ولدت في 1964.